# Hans-Wolfgang Bächle
Hans-Wolfgang Bächle (* 4. März 1932 in Schwäbisch Gmünd; † 24. August 2011 ebenda) war ein deutscher Heimatforscher und Studienprofessor in Schwäbisch Gmünd.

## Leben
Nach dem Abitur und diversen Praktika in verschiedenen Gmünder Betrieben, folgte ein Studium der Wirtschaftswissenschaften an den Universitäten in Frankfurt, Bonn und Köln, das er als Diplom-Handelslehrer abschloss. Er war von 1956 bis 1994 an der Kaufmännischen Berufsschule Gmünd tätig und gab zudem an den Berufsbildenden Gymnasien der Stadt Fachunterricht in Kunstgeschichte und Wirtschaftsgeografie.

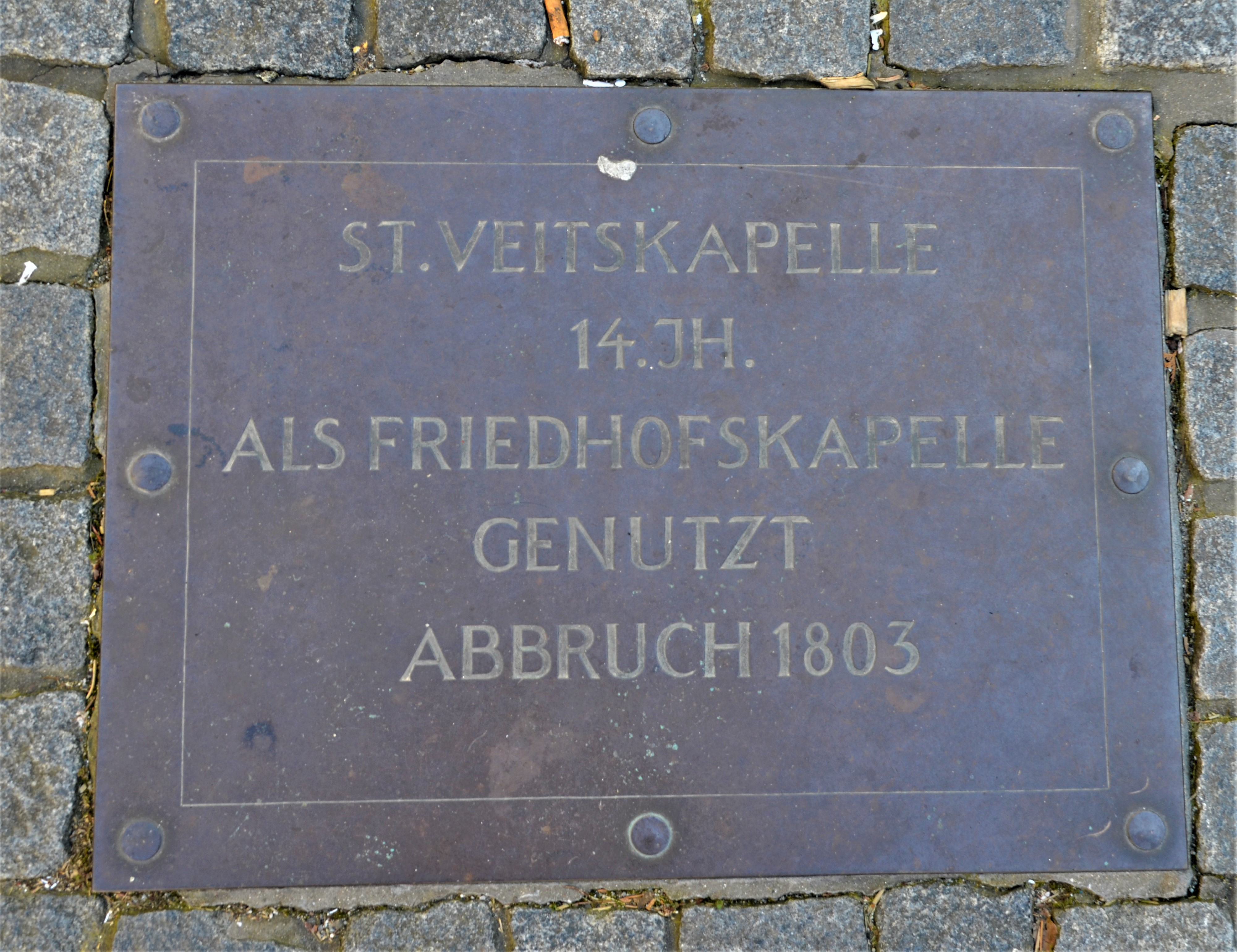
Hinweistafel für die auf Anregung Bächles freigelegten St. Veit-Kapelle im Pflaster des Johannisplatzes

Bächle erarbeitete neben seiner Lehrertätigkeit Bücher zu Adelsfamilien von Schwäbisch Gmünd und Umgebung sowie zur Stadtgeschichte.
Von 1975 bis 1984 betreute er das als Beilage der Rems-Zeitung erscheinende Gmünder Heimatforum, eine Heimatbeilage mit Aufsätzen zu kunst-, bau- und heimatgeschichtlichen Themen, von denen viele aus der Feder Bächles stammten. 1972 regte er an, dass nach der Friedhofskapelle St. Veit auf dem Gmünder Johannisplatz gegraben wurde. Ein weiterer Schwerpunkt seiner Arbeit war die Schwäbisch Gmünder Industriekultur. Für seine Heimatforschertätigkeit wurde er 2009 mit dem Preis für heimatgeschichtliche Forschung der Kreissparkassenstiftung ausgezeichnet.

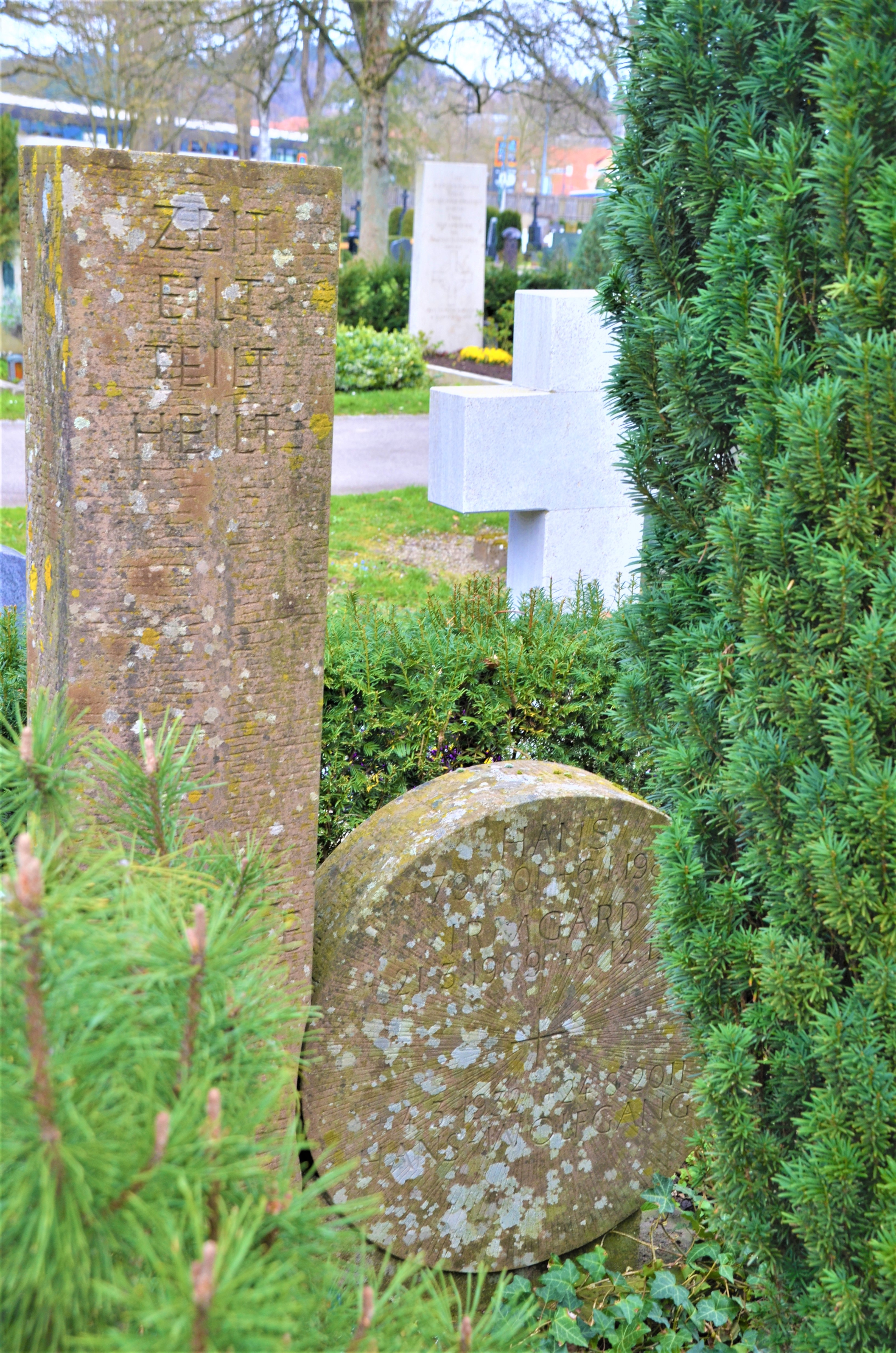
Grabmal auf dem Leonhardsfriedhof

Bächle wurde auf dem Friedhof bei St. Leonhard in Schwäbisch Gmünd beigesetzt.

## Publikationen (Auswahl)
- Kultur und Geschichte im Gmünder Raum. Remsdruckerei Sigg, Schwäbisch Gmünd 1982.
- mit Egon Butz: Das Edelmetallgewerbe in Schwäbisch Gmünd: Geschichte ond Gschichtla. Verlag der Remsdruckerei, Schwäbisch Gmünd 1983 Buchbesprechung von Klaus Graf.
- Dynamisches Schwäbisch Gmünd: Wandel der Gmünder Industriestruktur im 20. Jahrhundert. Einhorn-Verlag, Schwäbisch Gmünd 1986, ISBN 3-921703-71-9.
- Bankplatz Schwäbisch Gmünd. Geschichte und Entwicklung der Banken im Gmünder Raum. Schwäbisch Gmünd 1989.
- Eisenerzbergbau, Hüttenwerke, Folgeindustrien im Bereich der Schwäbischen Alb. Mit Auswirkungen auf die Industrialisierung von Teilen Baden-Württembergs und der Schweiz. Schwäbisch Gmünd 1995.
- Székesfehérvár: Kultur und Geschichte Ungarns am Beispiel von Gmünds Partnerstadt mit Tatabánya, Veszprém, Plattensee, Velenceer See und Schlössern der Umgebung (Stuhlweißenburg). Remsdruckerei Sigg, Schwäbisch Gmünd 2001, ISBN 3-926043-14-8.
- Kultur und Geschichte Westungarns: vom Wiener Becken bis Budapest – vom Neusiedler See bis zum Donauknie. Remsdruckerei Sigg, Schwäbisch Gmünd 2002, ISBN 3-926043-18-0.
- Das Adelsgeschlecht der Rechberger : Burgen und Schlösser, Kirchen und Kapellen, Kunstwerke, Grabdenkmäler. Remsdruckerei Sigg, Schwäbisch Gmünd 2004, ISBN 3-926043-22-9; 2. Auflage 2005 ISBN 3-926043-22-9
- Herren und Freiherren von Degenfeld, Marie Luise Raugräfin zu Pfalz, Grafen von Degenfeld-Schonburg. Remsdruckerei Sigg, Schwäbisch Gmünd 2005, ISBN 3-926043-26-1.
- Die Hohenstaufen Band 1. Herkunft, Aufstieg, imperiale Idee; Heiratspolitik in Deutschland und Europa; Burgen und Städte in Schwaben und Franken. Remsdruckerei Sigg, Schwäbisch Gmünd 2007, ISBN 978-3-926043-28-3.
- Die Hohenstaufen Band 2. Kaiser Friedrich II., das Staunen der Welt; Papst-Kaiser-Kampf bis zum Ende; Kastelle und Jagdschlösser in Süditalien; Städte und Seerepubliken in Norditalien; Schmuck- und Chorturmkirchen in Schwaben und Franken. Remsdruckerei Sigg, Schwäbisch Gmünd 2008, ISBN 978-3-926043-30-6.
- Das Erbe der Hohenstaufen: Endkampf der letzten Stauferkönige; Fortleben der Dynastie durch die Staufertöchter; Reichsburgen, Kaiserpfalzen, Stadtentwicklung. Remsdruckerei Sigg, Schwäbisch Gmünd 2008, ISBN 978-3-926043-32-0.
- Das Adelsgeschlecht der Woellwarth. Einhorn-Verlag, Schwäbisch Gmünd 2010, ISBN 978-3-936373-58-5 (UB Heidelberg).